# Камза Олег Андрійович
Оле́г Андрі́йович Камза — сержант Збройних сил України, учасник російсько-української війни, що загинув у ході російського вторгнення в Україну у 2022 році.

## Життєпис
Олег Камза народився 2000 року в селищі Миропіль у Житомирському районі Житомирської області.
Ніс військову службу у 8-му територіальному вузлі урядового зв'язку державної служби спеціального зв'язку та захисту інформації України м. Одеса, виконував бойові завдання спільно зі зв'язківцями на 10-му територіальному вузлі урядового зв'язку державної служби спеціального зв'язку та захисту інформації України (ТВУЗу). Загинув у перший день  повномасштабного російського вторгнення в Україну 24 лютого 2022 року при виконанні обов’язків. Поховали бійця у рідному селищі 9 березня 2022 року.

## Нагороди
- орден «За мужність» III ступеня (2022, посмертно) — за  особисту мужність і самовіддані дії, виявлені у захисті державного суверенітету та територіальної цілісності України, вірність військовій присязі .